# Musitu
Musitu es una localidad del concejo de Real Valle de Laminoria, que está situado en el municipio de Arraya-Maestu, en la provincia de Álava. 

## Despoblados
Forma parte de la localidad una fracción del despoblado de:
- Aizpilleta.[1]

Forman parte de la localidad los despoblados de:
- Igoroin.[2]
- Kerrianu.[3]
- Luzcando.[4]

## Historia
Hacia mediados del siglo XIX, el lugar, por entonces perteneciente al ayuntamiento de Laminoria, tenía contabilizada una población de 49 habitantes. Aparece descrito en el undécimo volumen del Diccionario geográfico-estadístico-histórico de España y sus posesiones de Ultramar de Pascual Madoz con las siguientes palabras:

MUSITU: l. del ayunt. de Laminoria en la prov. de Alava (á Vitoria 5 leg.), part. jud. de Salvatierra (2 1/2), aud. terr. de Burgos (25), c. g. de las Provincias Vascongadas, dióc. de Calahorra (13). sit. á la der. del riach. que baja de Igoroin, disfruta de clima templado y saludable: tiene 11 casas, igl. parr., San Martin, servida por un cura propio que dice segunda misa en Igoroin, y 3 fuentes en la pobl. ademas de otras varias en el térm. Confina N. Guereñu, mediando la peña Zapalaturri; E. Igoroin; S. Arenaza y O. Azaceta; dentro de su circunferencia está la pintoresca casca de Ura-salto. El terreno es pedregoso y de mala calidad; le cruza el espresado riach. que tiene un puente de madera: hay buena dehesa y abundantes pastos. caminos locales y en regular estado. El correo se recibe de Vitoria, prod. trigo, y otros granos y esquisitas legumbres; cria de ganado lanar y vacuno; caza de liebres, perdices y palomas y pesca de truchas. ind.: ademas de la agricultura y cantería hay un molino harinero de propiedad del pueblo. pobl. 9 vec. 49 almas. riqueza y contr. con el ayunt. (V.)
(Madoz, 1848, p. 785)

En 2022, tenía empadronados nueve habitantes.

## Demografía
| Gráfica de evolución demográfica de Musitu entre 2000 y 2017 |
|                                                              |
| Población de derecho según los censos de población del INE.  |

## Patrimonio
Hay en el lugar una iglesia de San Martín.